# Védjegylajstrom
A védjegylajstrom olyan közhitelű nyilvántartás, amelybe az illetékes hatóság bejegyzi a védjegyjogokkal kapcsolatos tényeket és körülményeket.
A védjegylajstrom a bejegyzett jogok és tények fennállását hitelesen tanúsítja. Az ellenkező bizonyításáig a védjegylajstromba bejegyzett jogokról és tényekről vélelmezni kell, hogy azok fennállnak. A védjegylajstromban feltüntetett adatokkal szemben a bizonyítás azt terheli, aki vitatja a helyességüket vagy a valósággal való egyezőségüket.

Jóhiszemű és ellenérték fejében jogot szerző harmadik személlyel szemben a védjeggyel kapcsolatos bármely jogra csak akkor lehet hivatkozni, ha azt a védjegylajstromba bejegyezték.

## Magyarországon
A védjegylajstromot Magyarországon kizárólag a Szellemi Tulajdon Nemzeti Hivatala  vezeti. Ha a megjelölés és a védjegybejelentés megfelel a vizsgálat körébe tartozó valamennyi követelménynek, a Hivatal a megjelölést védjegyként lajstromozza. A Hivatal a védjegy lajstromozásáról védjegyokiratot ad ki a jogosultnak, ehhez hozzáfűzi a lajstromkivonatot.
A védjegylajstromba a Szellemi Tulajdon Nemzeti Hivatala a saját döntése vagy más hatóság döntése vagy a bíróság határozata alapján tesz bejegyzést, illetve feltünteti a védjegyeljárásokban bekövetkezett tényeket.
A védjegylajstromot bárki megtekintheti, ahhoz a Szellemi Tulajdon Nemzeti Hivatala a honlapján elektronikus hozzáférést biztosít. A védjegylajstromban foglalt adatokról díj ellenében bárki hitelesített kivonatot kérhet.

### A védjegylajstromba feljegyezhető tények és körülmények
A védjegyek és földrajzi árujelzők oltalmáról szóló 1997. évi XI. törvény 47. § (2) bekezdése szerint a védjegylajstromban fel kell tüntetni különösen
- a) a védjegy lajstromszámát,
- b) az ügyszámot,
- c) a védjegyet,
- d) az árujegyzéket,
- e) a védjegy jogosultjának nevét (elnevezését) és lakcímét (székhelyét),
- f) a képviselő nevét és székhelyét,
- g) a bejelentés napját,
- h) az elsőbbséget,
- i) a lajstromozásról szóló határozat keltét,
- j) a védjegy megújítását,
- k) a védjegyoltalom megszűnését, annak jogcímét és időpontját, valamint a védjegyoltalom korlátozását, és
- l) a használati engedélyeket.

## A nemzetközi védjegylajstrom
A Nemzetközi Iroda a nemzetközi védjegyekről nyilvántartást vezet.  A nemzetközi lajstrom tartalmazza a Madridi rendszer keretében bejelentett védjegyeket, az ezekkel kapcsolatos tényeket és körülményeket. 
A nemzetközi védjegylajstrom nem tartalmazza a szerződő államokban illetve szerződő feleknél lajstromozott ún. nemzeti védjegyeket.  
Európai uniós védjegyoltalom szerzésére irányuló bejelentés nemcsak közvetlenül az EUIPO-nál tehető meg európai uniós védjegybejelentésként, hanem a Nemzetközi Iroda útján tett, nemzetközi védjegybejelentés útján is, amennyiben a bejelentésben az EU-t szerződő félként megjelölik (ún. Európai  Közösségre kiterjedő hatályú  nemzetközi védjegybejelentés).  Európai uniós természetük mellett az Európai  Közösségre kiterjedő hatályú  nemzetközi  védjegyek is szerepelnek a genfi Nemzetközi Iroda által vezetett nemzetközi védjegylajstromban.
A  nemzetközi lajstromot kizárólag a Nemzetközi Iroda vezeti;  az abban nem rögzíthető tényekről és körülményekről. Ha ezt a nemzeti jog előírja, mint pl. Magyarországon, akkor   a nemzeti hivatal (az SZTNH) kiegészítő lajstromot vezet.

## Az európai uniós védjegylajstrom
Az európai uniós védjegylajstrom (vagy EU védjegylajstrom)  az EUIPO-nál lajstromba vett összes védjegy adatait tartalmazó adatbázis. A lajstromot folyamatosan frissítik, hogy figyelembe vehető legyen bármely változás, így például a tulajdonjog átruházása, a név- vagy címváltozás, a használati engedélyek vagy a biztosíték megadása.